# Topliceni, Buzău
Topliceni este satul de reședință al comunei cu același nume din județul Buzău, Muntenia, România.